# Alfonsina Rinaldi
Alfonsina Rinaldi (Castelnuovo Rangone, 6 agosto 1947) è una politica italiana.

## Biografia
Nata a Castelnuovo Rangone, in provincia di Modena, in una famiglia di origini contadine, nel 1964 s'iscrive alla federazione di Modena del Partito Comunista Italiano (PCI), quando aveva appena preso il diploma di contabile aziendale, e pochi mesi dopo si trova a dirigere la commissione femminile della sua organizzazione giovanile, divenendo successivamente segretaria della federazione cittadina e poi quella provinciale di Modena.
Nel febbraio 1976 ha fatto parte della delegazione italiana, guidata dal segretario generale del PCI Enrico Berlinguer, che viene invitata al XXV Congresso del Partito Comunista dell'Unione Sovietica a Mosca.
Alle elezioni amministrative del 1985 si candida al consiglio comunale di Modena, tra le liste del PCI, risultando eletta consigliera comunale e il 13 aprile 1987 diventa, alla soglia dei quarant’anni, la prima donna sindaco di Modena, alla guida di una giunta monocolore, venendo confermata in tale ruolo alle amministrative del 1990, guidando una giunta formata dal PCI/Partito Democratico della Sinistra, Partito Socialista Italiano e Partito Repubblicano Italiano, e rimanendo in carica fino al 2 gennaio 1992.
Durante il suo quinquennio da sindaca si caratterizza per la difesa della qualità della vita e dei servizi, lo sforzo di trasformazione e rinnovamento nel funzionamento della struttura amministrativa e l’impegno profuso nel sostegno all’associazionismo femminile, oltreché alla concretizzazione del progetto per il secondo Polo ospedaliero della città e l’adozione del nuovo Piano regolatore, realizzando una idea di città che punta sulla qualità, con scelte innovative nel campo della mobilità e della sua organizzazione.
Alle elezioni politiche del 1992 viene candidata alla Camera dei deputati, tra le liste del Partito Democratico della Sinistra nella circoscrizione Parma-Modena-Piacenza-Reggio Emilia, risultando eletta deputata ricevendo 19.217 preferenze. Nel corso della XI legislatura è stata vicepresidente della 1ª Commissione Affari Costituzionali, della Presidenza del Consiglio e interni e componente della Commissione parlamentare d'inchiesta sulle stragi.
Fu rieletta nelle file dei Progressisti alle politiche del 1994, nel collegio elettorale di Modena centro. Terminò il mandato di parlamentare nel 1996.

## Controversie
Nel 1987 permetteva un controverso titolo di costruzione al Garage Ferrari della Ba Service di Piero Ferrari ma solo grazie alla denuncia dei cittadini confinanti e dopo più di 30 anni di complesso iter giudiziario, il Consiglio di Stato stabiliva che era «abusivo integralmente per un errore di volumetria e per violazione del titolo rispetto a rilevanti interessi urbanistici». Ma ancora una volta per salvarlo definitivamente dalla demolizione, veniva donato dal Comune allo stesso ente che aveva concesso la licenza.